# حي الضهرة
حي يتبع إدارياً لمحافظة القنيطرة, ولكن هو جزء من بلدة عرطوز من الجهة الجنوبية، يقطنه أغلبية من نازحي الجولان المحتل.
كان لها دور بارز في الثورة السورية.